# New Orleans Saints 2025
La stagione 2025 dei New Orleans Saints sarà la 59ª della franchigia nella National Football League e la prima con Kellen Moore come capo-allenatore.

## Scelte nel Draft 2025
| Scelte dei Saints nel Draft 2025 |        |                  |       |            |
| Giro                             | Scelta | Giocatore        | Ruolo | College    |
| 1                                | 9      | Kelvin Banks Jr. | OT    | Texas      |
| 2                                | 40     | Tyler Shough     | QB    | Louisville |
| 3                                | 71     | Vernon Broughton | DT    | Texas      |
| 3                                | 93     | Jonas Sanker     | S     | Virginia   |
| 4                                | 112    | Danny Stutsman   | LB    | Oklahoma   |
| 4                                | 131    | Quincy Riley     | CB    | Louisville |
| 6                                | 184    | Devin Neal       | RB    | Kansas     |
| 7                                | 248    | Moliki Matavao   | TE    | UCLA       |
| 7                                | 254    | Fadil Diggs      | DE    | Syracuse   |

## Staff
| Staff dei New Orleans Saints |
| --- |
| Organi dirigenziali - Proprietario - Gayle Benson - Presidente – Dennis Lauscha - Vice presidente esecutivo/General Manager – Mickey Loomis - Vice presidente senior delle operazioni del football/assistente general manager – Khai Harley - Vice presidente senior/assistente general manager – college personnel – Jeff Ireland - Vice presidente del personale professionistico – Michael Parenton - Direttore dell'amministrazione del football – Scott Kuhn - Direttore dell'analitica – Zach Stuart - Direttore delle operazioni della squadra – Derek Stamnos - Consulente del personale senior – Randy Mueller Capo allenatore - Capo-allenatore - Kellen Moore - Capo-allenatore associato/running back – Joel Thomas - Assistente capo-allenatore – Mike Martinez Altri allenatori - Direttore della scienza sportiva – Ted Rath - Preparatore atletico – Matt Clapp - Assistente p.a. – Charles Byrd - Assistente p.a. – Rob Wenning Allenatori dell'attacco - Coordinatore offensivo - Doug Nussmeier - Coordinatore gioco sulle corse – T.J. Paganetti - Quarterback – Scott Tolzien - Wide receiver – Keith Williams - Assistente wide receiver – Kyle Valero - Tight end – Chase Haslett - Offensive line – Brendan Nugent - Assistente offensive line – Jahri Evans - Assistente attacco senior – Scott Linehan - Assistente attacco – Tobijah Hughley Allenatori della difesa - Coordinatore difensivo – Brandon Staley - Coordinatore gioco sui passaggi – Terry Joseph - Defensive line – Bo Davis - Assistente defensive line – Brian Young - Edge – Jay Rodgers - Linebacker – Peter Sirmon - Assistente linebacker – Adam Gristick - Cornerback – Grady Brown - Assistente defensive back – Robert Blanton - Assistente difesa senior – Peter Giunta Allenatori dello special team - Coordinatore special team – Phil Galiano - Assistente special team – Kyle Wilber |

## Roster
| Roster dei New Orleans Saints |
| --- |
| Quarterback - 4 Derek Carr - 3 Jake Haener - 18 Spencer Rattler Running Back - 41 Alvin Kamara - 33 Jordan Mims - 46 Adam Prentice FB - 21 Jamaal Williams Wide Receiver - 16 Bub Means - 12 Chris Olave - 17 A.T. Perry - 22 Rashid Shaheed - 84 Mason Tipton - 11 Cedrick Wilson Jr. Tight End - 7 Taysom Hill - 85 Dallin Holker - 83 Juwan Johnson - 87 Foster Moreau Offensive Linemen - 75 Taliese Fuaga T - 78 Erik McCoy C - 62 Lucas Patrick G - 70 Trevor Penning T - 51 Cesar Ruiz - 64 Nick Saldiveri G - 74 Oli Udoh T - 67 Landon Young T Defensive Linemen - 97 Khristian Boyd DT - 90 Bryan Bresee DT - 55 Isaiah Foskey DE - 96 Carl Granderson DE - 94 Cameron Jordan DE - 95 John Ridgeway III DT - 50 Khalen Saunders DT - 93 Nathan Shepherd DT - 98 Payton Turner DE - 99 Chase Young DE Linebacker - 56 Demario Davis MLB - 53 Jaylan Ford OLB - 6 Willie Gay OLB - 52 D'Marco Jackson MLB - 58 Anfernee Orji OLB - 20 Pete Werner OLB Defensive Back - 29 Paulson Adebo CB - 48 J.T. Gray FS - 5 Will Harris SS - 31 Jordan Howden SS - 23 Marshon Lattimore CB - 32 Tyrann Mathieu FS - 14 Kool-Aid McKinstry CB - 36 Rico Payton CB - 1 Alontae Taylor CB Special Team - 19 Blake Grupe K - 43 Matthew Hayball P - 49 Zach Wood LS Lista delle riserve - 73 Chandler Brewer T (IR) - 61 Sincere Haynesworth C (IR) - 77 Justin Herron T (IR) - 76 Trajan Jeffcoat DE (IR) - 25 Kendre Miller RB (IR-DRF) - 92 Tanoh Kpassagnon DE (PUP) - 76 Camron Peterson DT (IR) - 71 Ryan Ramczyk T (PUP) - 45 Nephi Sewell OLB (PUP) - 28 Rejzohn Wright CB (IR) Squadra di allenamento - 24 Johnathan Abram SS - 0 Ugo Amadi FS - 81 Kevin Austin Jr. WR - 38 Millard Bradford SS - 76 Austin Deculus T - 72 Josiah Ezirim T - 60 Kyle Hergel G - 86 Michael Jacobson TE - 35 Jacob Kibodi RB - 57 Niko Lalos DE - 66 Shane Lemieux G - 39 Charlie Smyth K - 13 Equanimeous St. Brown WR - 44 Isaiah Stalbird OLB - 91 Kendal Vickers DT - 82 Treyton Welch TE Roster aggiornato al 11 settembre 2024 53 attivi, 10 inattivi, 15 nella squadra di allenamento |
| Legenda - I rookie sono in corsivo. - Il primo ruolo è il principale mentre gli eventuali successivi indicano i ruoli secondari. - (IR) sta per Injured Reserve ed indica la lista ristretta per un solo giocatore infortunato che può tornare ad allenarsi dopo la settimana 6 e a rientrare in prima squadra dopo che questa ha giocato 8 partite. - (NF-Inj.) / (NF-Ill.) stanno rispettivamente per Non-Football Injured e Non-Football Illness ed indicano le liste dove viene inserito un giocatore che ha un infortunio o una malattia non dipendente dal football americano. - (PUP) sta per Physically Unable to Perform ed indica la lista dove viene inserito un giocatore mentre è in attesa di recuperare la condizione fisica. Nella stagione regolare dopo la sesta partita giocata dalla propria squadra, il giocatore ha tempo tre settimane per riprendere ad allenarsi, più tre settimane aggiuntive dal suo rientro agli allenamenti per rientrare in prima squadra. |

## Precampionato
Le gare del precampionato furono rese note il 14 maggio 2025.
| Precampionato |           |            |                        |           |        |                   |             |         |
| Settimana     | Data      | Ora (CT)   | Avversario             | Risultato | Record | Stadio            | TV          | Sintesi |
| 1             | 10 agosto | 3:05 p.m.  | @ Los Angeles Chargers | S 13-27   | 0-1    | SoFi Stadium      | Fox-8 (Fox) | Sintesi |
| 2             | 17 agosto | 12:00 p.m. | Jacksonville Jaguars   | P 17-17   | 0-1-1  | Caesars Superdome | Fox-8 (Fox) | Sintesi |
| 3             | 23 agosto | 12:00 p.m. | Denver Broncos         | -         | -      | Caesars Superdome | Fox-8 (Fox) | -       |

## Stagione regolare

### Calendario
Il calendario della stagione regolare fu reso noto il 14 maggio 2025.
| Stagione regolare |                    |                    |                        |                    |                    |                         |                    |                    |
| Settimana         | Data               | Ora (CT)           | Avversario             | Risultato          | Record             | Stadio                  | TV                 | Sintesi            |
| 1                 | 7 settembre        | 12:00 p.m.         | Arizona Cardinals      | -                  | -                  | Caesars Superdome       | CBS                | -                  |
| 2                 | 14 settembre       | 12:00 p.m.         | San Francisco 49ers    | -                  | -                  | Caesars Superdome       | Fox                | -                  |
| 3                 | 21 settembre       | 3:05 p.m.          | @ Seattle Seahawks     | -                  | -                  | Lumen Field             | CBS                | -                  |
| 4                 | 28 settembre       | 12:00 p.m.         | @ Buffalo Bills        | -                  | -                  | Highmark Stadium        | CBS                | -                  |
| 5                 | 5 ottobre          | 12:00 p.m.         | New York Giants        | -                  | -                  | Caesars Superdome       | CBS                | -                  |
| 6                 | 12 ottobre         | 3:25 p.m.          | New England Patriots   | -                  | -                  | Caesars Superdome       | CBS                | -                  |
| 7                 | 19 ottobre         | 12:00 p.m.         | @ Chicago Bears        | -                  | -                  | Soldier Field           | Fox                | -                  |
| 8                 | 26 ottobre         | 3:05 p.m.          | Tampa Bay Buccaneers   | -                  | -                  | Caesars Superdome       | Fox                | -                  |
| 9                 | 2 novembre         | 3:05 p.m.          | @ Los Angeles Rams     | -                  | -                  | SoFi Stadium            | Fox                | -                  |
| 10                | 9 novembre         | 12:00 p.m.         | @ Carolina Panthers    | -                  | -                  | Bank of America Stadium | Fox                | -                  |
| 11                | Settimana di pausa | Settimana di pausa | Settimana di pausa     | Settimana di pausa | Settimana di pausa | Settimana di pausa      | Settimana di pausa | Settimana di pausa |
| 12                | 23 novembre        | 3:25 p.m.          | Atlanta Falcons        | -                  | -                  | Caesars Superdome       | Fox                | -                  |
| 13                | 30 novembre        | 12:00 p.m.         | @ Miami Dolphins       | -                  | -                  | Hard Rock Stadium       | Fox                | -                  |
| 14                | 7 dicembre         | 12:00 p.m.         | @ Tampa Bay Buccaneers | -                  | -                  | Raymond James Stadium   | CBS                | -                  |
| 15                | 14 dicembre        | 3:25 p.m.          | Carolina Panthers      | -                  | -                  | Caesars Superdome       | Fox                | -                  |
| 16                | 21 dicembre        | 12:00 p.m.         | New York Jets          | -                  | -                  | Caesars Superdome       | CBS                | -                  |
| 17                | 28 dicembre        | 12:00 p.m.         | @ Tennessee Titans     | -                  | -                  | Nissan Stadium          | CBS                | -                  |
| 18                | 3/4 gennaio        | Da def.            | @ Atlanta Falcons      | -                  | -                  | Mercedes-Benz Stadium   | Da def.            | -                  |

Note:
- Gli avversari della propria division sono in grassetto.
- Il simbolo "@" indica una partita giocata in trasferta.
- Data e orario della gara del diciottesimo turno saranno stabilite dopo lo svolgimento del diciassettesimo turno.